# كلفن دو
كلفن دو (بالإنجليزية: Kelvin Doe)‏ هو مهندس سيراليوني، ولد في 26 أكتوبر 1996 في فريتاون في سيراليون.